# اگزیستانسیالیسم بی‌خدا
اگزیستانسیالیسم بی‌خدا یا اگزیستانسیالیسم خداناباورانه، نوعی اگزیستانسیالیسم است که قویاً، از آثار اگزیستانسیالیسم مسیحی سورن کییرکگور، انشعاب یافت، و اگزیستانسیالیسمی در چهارچوب جهان‌بینی بی‌خدایانه، بنا نمود.
فلسفه سورن کییرکگور پایه نظری اگزیستانسیالیسم را در سده ۱۹ به وجود آورد. اگزیستانسیالیسم بی‌خدا بعد از انتشار هستی و نیستی ژان پل سارتر در ۱۹۴۳ رسمیت یافت، و سارتر بعدها صراحتاً در اگزیستانسیالیسم و اصالت بشر (۱۹۴۶) به آن اشاره نمود. سارتر پیش از آن با روحیه اگزیستانسیالیسم بی‌خدا آثاری نوشته بود؛ از جمله تهوع (۱۹۳۸) و داستان‌های کوتاه دیوار (۱۹۳۹). سیمون دو بووار نیز از دیدگاه بی‌خدای اگزیستانسیالیست نوشته است.

## اندیشه
اصطلاح اگزیستانسیالیسم بی‌خدا اشاره به حذف هر گونه باورهای استعلایی، متافیزیکی و دینی از اندیشه فلسفی اگزیستانسیالیستی دارد. با این حال اگزیستانسیالیسم بی‌خدا می‌تواند در عناصری مثل غم یا شورش در نور محدودیت‌های بشری با اگزیستانسیالیسم دینی، یا با اگزیستانسیالیسم متافیزیکی از طریق پدیدارشناسی و آثار هایدگر نقاط مشترک داشته باشد.
اگزیستانسیالیسم بی‌خدا با اضطراب مرگ بدون توسل به امید نجات از سوی خدا رویارو می‌شود. برای برخی متفکران، ضعف اگزیستانسیال غالباً نظری بوده (مثل ژان پل سارتر)، درحالیکه دیگران تحت تأثیر اضطراب اگزیستانسیالیستی قرار گرفته‌اند (از جمله آلبر کامو و بحث هیچ)
سارتر گفت: «وجود مقدم ذات است». منظور او این بود که، پیش از هر چیزی، انسان وجود دارد (مثلاً روی صحنه) و تنها بعد از آن است که به تعریف خود می‌پردازد.